# Ragley Hall

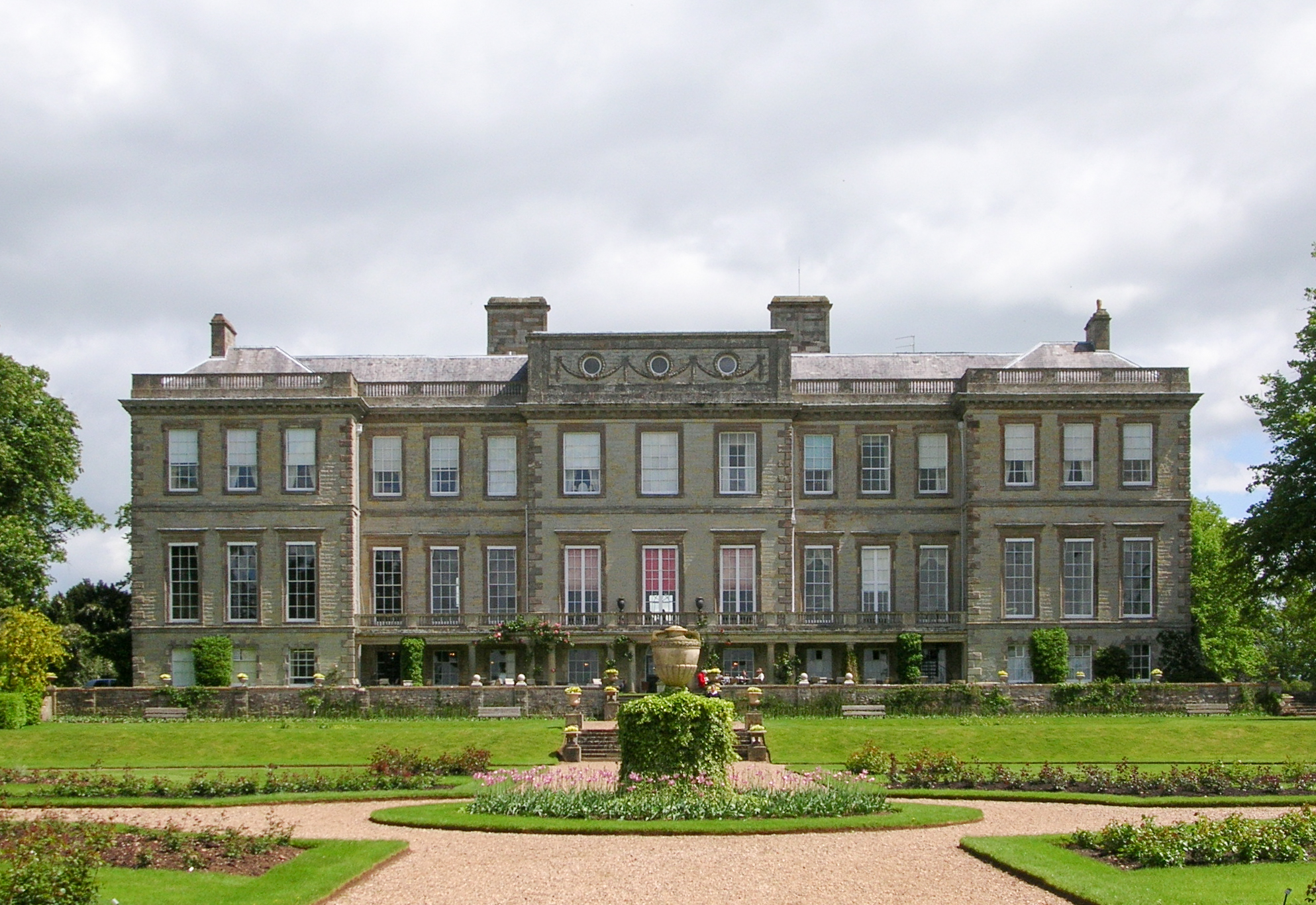
Ragley Hall

Ragley Hall ist ein Herrenhaus südlich von Alcester, ca. 13 km westlich von Stratford-upon-Avon in der englischen Grafschaft Warwickshire. Es ist der Sitz des Marquess of Hertford.

## Geschichte

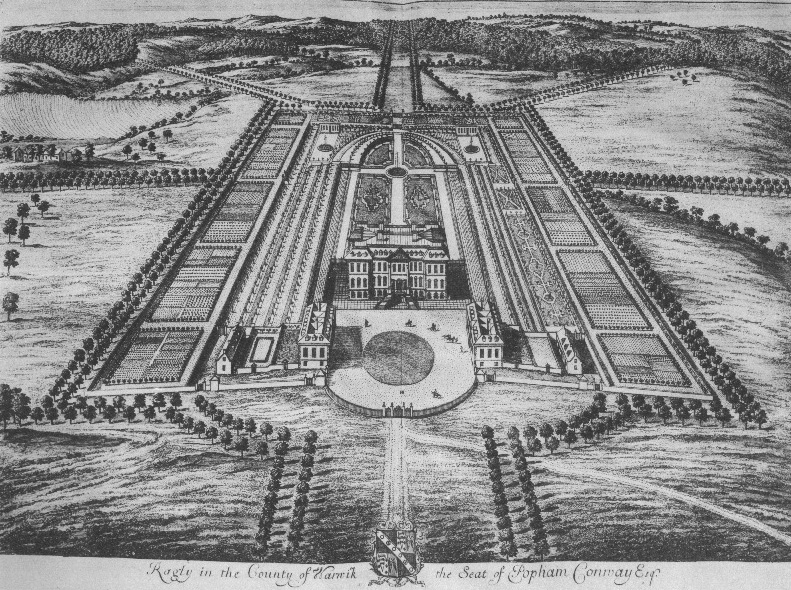
Ragley Hall in Le Nouveau Theatre de la Grande Bretagne (1697–1699); Illustration von Jan Kip.

Das Haus, das von Robert Hooke entworfen wurde, ließ Edward Conway, 1. Earl of Conway, 1680 bauen. Der Rittersaal soll von James Wyatt 1780 gestaltet worden sein.
Im Zweiten Weltkrieg diente das Haus als Lazarett und wurde dann von 1956 bis 1958 aufpoliert und für die Öffentlichkeit zugänglich gemacht.
1983 stellte der Maler Graham Rust ein riesiges Wandgemälde mit Familienmitgliedern, Freunden und Haustieren fertig, das The Temptation betitelt und im Südtreppenhaus ausgestellt ist.
In Ragley Hall war der Jerwood Sculpture Trail, der im Juli 2004 eröffnet wurde. Dort waren Arbeiten ausgestellt, die den Jerwood Sculpture Prize gewonnen hatten, z. B. die von Dame Elisabeth Frink. Aber der Park wurde im April 2012 wieder geschlossen.

## In Film und Fernsehen
Ragley Hall diente als Filmkulisse für die Fernsehversion von Das scharlachrote Siegel.
Ragley Hall spielte die Rolle des viel größeren Schlosses Versailles in der vierten Episode der zweiten Serie der britischen Science-Fiction-Fernsehserie Doctor Who mit dem Titel The Girl in the Fireplace, die erstmals im Mai 2006 im Vereinigten Königreich ausgestrahlt wurde.
2008 diente das Herrenhaus als Filmkulisse für Luke Masseys Kurzfilm Within the Woods.